# Elise van Hage
Elise van Hage (Noordwijkerhout, 6 april 1989) is een wielrenner uit Nederland.
In 2007 begon ze als junior, in 2008 ging ze rijden voor Team Flexpoint, en werd tweede in de 7-Dorpenomloop Aalburg. In seizoen 2010 en 2011 reed Van Hage voor het Elite-2 Batavus Ladies Cycling Team.
In 2007 en 2008 werd ze derde op de Nederlandse kampioenschappen baanwielrennen op het onderdeel scratch.